# Braden Lee
Braden Lee (* 12. Dezember 1983 in Queenstown) ist ein neuseeländischer Eishockeyspieler, der seit 2005 bei Southern Stampede in der New Zealand Ice Hockey League unter Vertrag steht.  

## Karriere
Braden Lee begann seine Karriere als Eishockeyspieler in seiner Heimatstadt bei Southern Stampede, für das er seit der Saison 2005 in der New Zealand Ice Hockey League teilnimmt und mit dem er auf Anhieb Neuseeländischer Meister wurde. In den Finalspielen hatte sich der Angreifer mit seiner Mannschaft 5:3 und 3:3 gegen South Auckland Swarm durchgesetzt. In der Saison 2009 erreichte der Nationalspieler mit dem Team aus Queenstown erneut das Meisterschafts-Finale, unterlag jedoch mit seiner Mannschaft den Canterbury Red Devils mit 4:5. Auch 2011 ging das Endspiel – diesmal gegen Botany Swarm – verloren. Daraufhin setzte er in der Spielzeit 2012 aus und spielte nicht in der Liga. 2015, 2016 und 2017 konnte er hingegen weitere Titel mit Southern Stampede erringen.

### International
Für Neuseeland nahm Lee an den Weltmeisterschaften der Division III 2007 und 2009, als er gemeinsam mit seinem Landsmann Brett Speirs zweitbester Vorbereiter hinter dem Luxemburger Robert Beran wurde, sowie den Weltmeisterschaften der Division II 2004, 2006, 2008 und 2011 teil.

## Erfolge und Auszeichnungen
- 2006 Neuseeländischer Meister mit Southern Stampede
- 2009 Neuseeländischer Vizemeister mit Southern Stampede
- 2011 Neuseeländischer Vizemeister mit Southern Stampede
- 2015 Neuseeländischer Meister mit Southern Stampede
- 2016 Neuseeländischer Meister mit Southern Stampede
- 2017 Neuseeländischer Meister mit Southern Stampede

### International
- 2007 Aufstieg in die Division II bei der Weltmeisterschaft der Division III
- 2007 Topscorer der Weltmeisterschaft der Division III
- 2007 Bester Torschütze der Weltmeisterschaft der Division III
- 2009 Aufstieg in die Division II bei der Weltmeisterschaft der Division III

## NZIHL-Statistik
(Stand: Ende der Saison 2017)